# 신도 세이지
신도 세이지(일본어: 進藤 誠司, 1992년 12월 12일 ~ )는 일본의 축구 선수이다.

## 구단 경력
그는 2015년부터 2020년까지 J리그의 카탈레 도야마, 아술 클라로 누마즈에서 활동하였다.